# IC 4307
IC 4307 ist eine linsenförmige Galaxie vom Hubble-Typ S0? im Sternbild Bärenhüter am Nordsternhimmel. Sie ist schätzungsweise 481 Millionen Lichtjahre von der Milchstraße entfernt.
Das Objekt wurde am 7. Mai 1904 von Royal Harwood Frost entdeckt.